# Faust (opera)
A Faust Charles Gounod 1859. március 19-én, Párizsban bemutatott operája. A műnek rendkívül nagy kultusza van Franciaországban. A párizsi opera folyamatosan műsoron tartja a darabot, de a szerző más műveit is színpadra szokták állítani.

## A mű története
Gounod már 1855-ben foglalkozott a Faust-témával. A szövegkönyv még kész sem volt, de a szerző számára a cím már véglegesnek tűnt: Margaréta. Vagyis Goethe hatalmas drámai kompozíciójának csak az első része, annak is csak azon részletei, melyek szorosan kötődnek Faust és Margit szerelméhez, keltették fel a zeneszerző érdeklődését. Gounod az opera megvalósításának érdekében a Théâtre Lyrique akkori vezetőjével, Carvalho igazgatóval tárgyalt. Abban állapodtak meg, hogy a szövegkönyvet Jules Barbier és Michel Carré fogja elkészíteni.
A munka már jócskán előrehaladott állapotban volt, amikor kiderült: a Théâtre de la Porte számára Saint Martin is a Faust-téma feldolgozásával foglalkozik. Gounod és szövegkönyvírói nem voltak hajlandóak darabjuk átalakítására, csak azért, hogy a premier ne ütközzön a konkurencia előadásával. Gounod egy ideig letett a bemutatóról, és megkomponálta a Molière vígjátékát feldolgozó Botcsinálta doktor című vígoperáját. Közben a szomszédos színházban jó nagy bukás lett Saint Martin Faustja. Carvalho direktor ekkor gyorsan elővette Gounod-ék alkotását.
A próbák 1858 szeptemberében végre elkezdődtek, de a premier csak a következő év márciusában zajlott le. A hosszadalmas előkészületek okai szereposztási nehézségek voltak. Margit szerepét a színházigazgató felesége, Marie Caroline Miolan-Carvalho kapta meg, míg a férfi főszerepet Guardi énekelte. Aztán a tervezett bemutató előtt berekedt, és kénytelen volt lemondani a szereplést. A férfi főszereplő így Joseph-Théodore-Désiré Barbot lett. Émile Balanqué alakította Mefisztót, és bár a többi énekes is derekasan megállta a helyét a premieren, a darabot elsősorban az ő remek alakítása vitte sikere.
Érdekesség, hogy az jelenet, amikor Margit kilép a templomból és Mefisztó útját állja, a cenzúra miatt kimaradt az ősbemutatón. Franciaország ugyanis nem rég kötött paktumot a Vatikánnal, és nem akarta máris provokálni a szentszéket.
Az opera Magyarországi ősbemutatója 1863. szeptember 2-án volt. Már a 19. században is jó pár felújítást megért, és a 20. században is többször elővették, utoljára 2015-ben újították fel.

## Az opera szereplői és helyszínei
| Szereplő                        | Hangfekvése           |
| ------------------------------- | --------------------- |
| Faust, híres tudós              | tenor                 |
| Mefisztó, az ördög              | basszbariton          |
| Margit, Faust szerelme          | szoprán               |
| Valentin, katona, Margit bátyja | bariton               |
| Wagner, diák                    | bariton               |
| Siebel, Valentin barátja        | mezzoszoprán          |
| Márta, Margit szomszédja        | mezzoszoprán vagy alt |

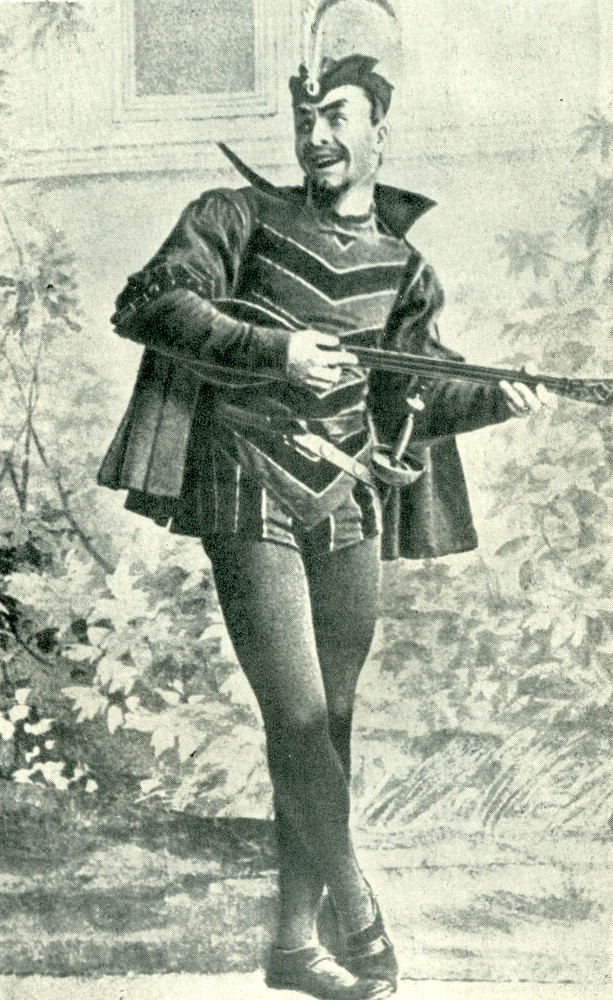
Fjodor Saljapin Mefisztó szerepében

- Kórus: diákok, katonák, polgárok, fiatal lányok, asszonyok, nép, szellemek, démonok és angyalok
- Történik: egy német városban és Mefisztó birodalmában a 16. században.
- Színhelyek: I. felvonás: Faust dolgozószobája, II. felvonás: egy fogadó előtti tér, III. felvonás: Margit kertje, IV. felvonás: 1. kép: Margit szobája, 2. kép: egy templomban, 3. kép: Margit háza előtt, V. felvonás: 1. kép: A Harz-hegységben, 2.kép: börtön
- Megjegyzés: A mai előadások a IV. felvonás 1. képének nagy részét el szokták hagyni, a 2. és a 3. képet pedig felcserélik. Ez lehetővé teszi, hogy a felvonást egy díszlettel adják elő. A felvonások beosztását is többször váltogatják, annak érdekében, hogy a darabot öt helyett háromfelvonásossá tudják alakítani. Így az előadás nem nyúlik olyan hosszúra.
- Játékidő: 3 óra.

## Az opera cselekménye

### I. felvonás
Az öreg és az életből kiábrándult Faust dolgozószobájában öngyilkosságra készülődik. Éppen egy méreggel elegyített italt készül felhajtani, amikor a nyitott ablakon át behallatszik a fiatalok éneke, akiket az öreg tudós megátkoz. Végül nem issza meg a mérget, hanem megidézi az ördögöt, aki meg is jelenik Mefisztó képében. Faust az ifjúságát szeretné visszakapni, de mielőtt eladná a lelkét, bizonyítékot kér Mefisztó varázserejére, aki megidézi neki Margit alakját. Faust aláírja szerződést, a mérgezett italt Mefisztó kiönti.

### II. felvonás
Búcsújelenettel indul a felvonás, a fiatalság vidáman iszogat és énekel. A vidám forgatagban Valentin búcsúzik barátjától. Hadba kell vonulnia, és nagyon félti húgát, Margitot. Siebel felajánlja, hogy gondját viseli a lánynak, amíg barátja távol van. Megérkezik Mefisztó, elénekli híres rondóját, ami nagy sikert arat, a társaság borral kínálja. Ezután a kocsma cégéréből bort fakaszt (Goethe drámájában nem mást, mint tokajit!), majd jövendőt mond a fiataloknak. Siebelnek azt mondja: elhervad a virág, amit a kezével érint, Wagner rossz véget ér, Valentinnek dicstelen halála lesz, majd Margit egészségére mond köszöntőt.
Valentin egyből felpattan és kérdőre vonja Mefisztót: kardot ránt, de az ördög védő kört von maga köré. Valentin nem tud hozzálépni, kardja eltörik. Ekkor maga elé tartja a kard kereszt alakú markolatát. Mefisztó a kereszt láttán hátrálni kezd. Az ivó többi tagja is keresztet mutat felé, mire Mefisztó elmenekül.
Faust lép színre, akit semmi más nem érdekel, csak Margit. Mefisztónak aggályai támadnak: a lány túlságosan erényes. Színre lép Margit és Faustot egyből megbabonázza. Mefisztó hiába próbálja magával rángatni a tudóst, az odalép a lányhoz és felkínálja neki a karját, amit Margit visszautasít.

### III. felvonás
Siebel virágot helyez Margit házának küszöbére. Rémülten fedezi fel, hogy a keze által érintett szirmok elhervadnak. Elszalad, hogy szentelt vízbe mártsa kezeit. Ezzel hinti meg a virágokat is, amik ennek következtében újra életre kelnek. Faust és Mefisztó titokban kilesi a jelenetet. Mefisztó ékszereket helyez Siebel virágai alá. A két férfi ismét elrejtőzik, Margit lép színre, és egyre csak Faustról ábrándozik. Észreveszi Siebel virágait, majd az ékszereket is felfedezi.
Jön Márta a szomszédból, aki az ékszerek láttán ájuldozni kezd. Mefisztó előlép rejtekéből, és úgy tesz, mintha Mártához jött volna. Közli az asszonnyal férje állítólagos halálát. Előlép Faust is. Mefisztó Mártának, Faust Margitnak kezd el udvarolni. Az ördög kereket old, a szomszédasszony követi. A két szerelmes kettesben marad, közben leszáll az éj. Elbúcsúznak. Margit ablakában megvallja szerelmét, Mefisztó pedig visszatuszkolja Faustot a lányhoz.

### IV. felvonás

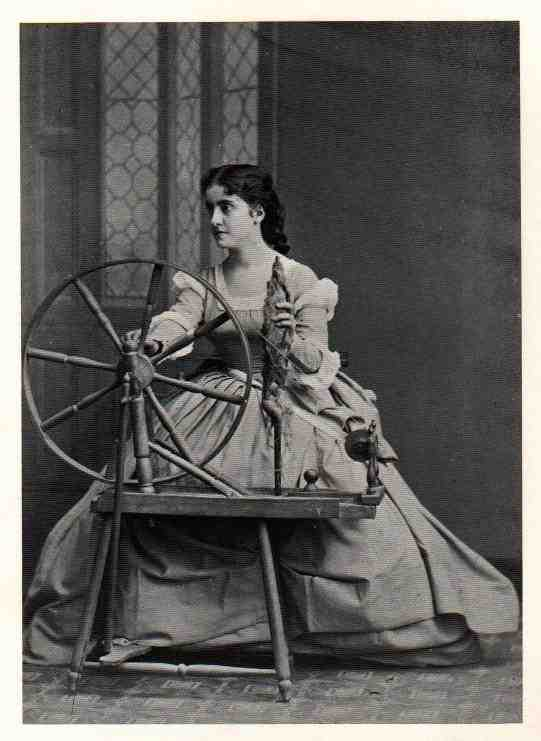
Adelina Patti mint Margit

Margit a templomban a szenteltvíztartó előtt térdel. Bocsánatot kér bűnéért, de Mefisztó ott leselkedik a háttérben, és azt suttogja, hogy nem nyerhet bocsánatot. Démonok egész hada szólítja meg Margitot. Ezután megszólal a papok kórusa, de mintha ők is a lányt vádolnák bűne miatt. Mefisztó hangja szép lassan úrrá lesz a jeleneten: Margit átkozott vagy, a pokol már vár rád.
Valentin eközben hazatért a hadjáratból, de csak Siebel fogadja. A férfi húga után tudakozódik, Siebel zavartan felel. Valentin egyből tudja, hogy valami történt Margittal, amíg távol volt.
Faustot lelkiismeret-furdalás gyötri, látni akarja még utoljára szerelmét. Mefisztó szerenádot énekel a lány ablaka alatt. Ez úgy hangzik, mintha valami kocsmaszépségnek szólna. Az ének hallatán Valentin ront ki a házból. Rátámad Faustra, aki leszúrja. A tettes és Mefisztó elmenekül, a halott köré gyülekezni kezd a környék lakossága, majd Margit is megjelenik. Valentin utolsó szavaival megátkozza húgát.

### V. felvonás
A Harz hegységben boszorkányok vigadoznak. Mefisztó azért hozza ide Faustot, mert azt reméli, hogy el tudja vele feledtetni a történteket a gyönyörök palotájában. Faust éppen a Walpurgis-éj csodaitalát készül felhajtani, amikor látomása lesz: Margitot pillantja meg a börtönben, a nyakán egy égő, vörös sávval. Feltámad a lelkiismeret-furdalása és elrohan felkeresni a lányt.
Margit börtönbe került, mert megölte gyermekét. Most börtönében alszik, Faust hangjára riad fel. Megrohanják az emlékek, majd elméje ismét elborul. Már majdnem szerelmesen öleli át Faustot, de akkor meglátja Mefisztó árnyékát és elborzad. Faust kezén bátyjának a vérét látja. A férfi meg akarja menteni szerelmét, de az elutasítja. Közben egyre jobban hallatszik a közeledő őrség éneke. Mefisztó is megpróbál hatni Margitra, de minden hiába, Fausttal együtt elmenekül. Megjelenik az angyalok kórusa és a mindenkinek megbocsátó Krisztusról énekel. A börtön falai leomolnak.

## A szövegkönyv
A librettóírók lemondtak arról, hogy Goethe művének filozófiai mélységeit átmentsék az operaszínpadra. Lényegében a „Gretchen-epizódot” dolgozták fel, ezzel a démonikus fausti gondolatkör átalakult csábítási jelenetté. Korábban szokás volt emiatt lenézni Gounod művét és méltatlanak tekinteni Goethéhez, pedig éppen ez volt a darab szerencséje. Gounod ugyanis nem volt filozofikus alkat, híján van annak monumentalitásnak, ami Wagnert naggyá tette, de nincs meg benne az a romantikus szenvedély sem, amely Liszt Ferenc vagy Hector Berlioz munkáit járja át. Ő maga adta a műnek a Margit címet, ezzel is mintegy utalva rá, hogy inkább az elcsábított lány tragédiáját szeretné feldolgozni, nem a tudásvágy hajtotta tudósét. A Faust cím csak jóval később honosodott meg, elsősorban a külföldi színházak tűzték ezzel a címmel műsorra a darabot. Gounod nagy érdeme, hogy ezzel a művel képes volt hidat verni a francia és a német szellem közé.

## Az opera zenéje
A korabeli német-francia viszonyokat ismerők talán nem lepődnek meg, hogy a darabot hazájában sokáig túlságosan németesnek, míg német nyelvterületen túlságosan franciásnak találták. Tény, hogy a művében a grand opéra több kelléke is felfedezhető: a látványos tömegjelenetek, a balett, a katonák nagy felvonulása, Mefisztó varázslata, mint természetfeletti elem. Az első felvonás első része a szólistákra összpontosít: Faust elénekli nagy áriáját, majd megjelenik Mefisztó, és szép kettőst énekelnek. Aztán a felvonás következő jeleneteiben hatalmas kórusrészletek váltakoznak szóló számokkal. A következő felvonás szinte teljesen a szólistáké. Látványos jelenet a katonák felvonulása és Walpurgis-éj a balettel.
Gounod zenéje érzelmes, behízelgő, biztos érzékkel ragadja meg a történetet, sohasem közönséges. Hatásos a nagy kórus és meggyőzőek az egyházi jelenetek. Az eredetileg prózai párbeszédeket a szerző később recitativókkal helyettesítette, ezzel megteremtette a opera lyrique tizenkilencedik századi műfaját, a már hanyatló grand opéra és a népszerű opéra comique mellett. A szerző az előjáték és az egymást megszakítás nélkül követő számokkal átfogó zenei dramaturgiára törekedett, ennek következtében feloldódott a zárt számok elkülönült jellege.
De említsük meg Gounod hibáit is: dallamvilága érzelmes és gazdagon áradó, de drámai ereje nem túlságosan nagy, a kitűnő színpadi érzékkel megkomponált hatásos jelenetek mellett adós maradt a mélyebb lélekábrázolással. A szerző a hangzatos operai pátosz helyébe gazdagon áradó dallamvilágát állította.

## Az opera népszerű részletei
- Avant de quitter ces lieux – Valentin imája a II. felvonásban
- Le veau d’or est toujours debout – Mefisztó rondója a II. felvonásban
- Faites-lui mes aveux – Siebel dala a III. felvonásban
- Salut! demeure chaste et pure – Faust kavatinája a III. felvonásban
- Il était un roi de Thulé – Margit balladája Thulei királyáról a III. felvonásban
- Ah! je ris de me voir si belle – Margit ékszeráriája a III. felvonásban
- Il se fait tard!... adieu!... – Faust és Margit szerelmi kettőse a III. felvonásban
- Seigneur, daignez permettre – Mefisztó és Margit templomjelenete a IV. felvonásban.
- Déposons les armes – Katonakórus a IV. felvonásban
- Vous qui faites l’endormie – Mefisztó szerenádja a IV. felvonásban
- Faust III – Amour, ferme leur âme aux remords importuns! – YouTube.com, (magyar felirattal) Közzététel: 2020. nov.9.
- Faust II – Le veau d'or est toujour debout  – Az Aranyborjú még ma is nagy úr – YouTube.com, (magyar felirattal) Közzététel: 2021. febr. 5.

## Diszkográfia
- Franco Corelli (Faust), Nikolaj Gjaurov (Mefisztó), Dame Joan Sutherland (Margit), Robert Massard (Valentin) stb., Ambrosian Operakórus, Londoni Szimfonikus Zenekar, vezényel Richard Bonynge (1966). DECCA 470563-2.
- José Carreras (Faust), Robert Lloyd (Mefisztó), Katia Ricciarelli (Margit), Bernd Weikl (Valentin) stb., Bécsi Állami Operaház, Berlin Filharmonikus Zenekar, vezényel Herbert von Karajan (1977). Deutsche Grammophon 578 3374.
- Alberto Cupido (Faust), Simon Estes (Mefisztó), Rosalind Plowright (Margit), Juan Pons (Valentin) stb., rádió Franciaország kórusa, Franciaország nemzeti zenekara, vezényel Seiji Ozawa (1989). Deutsche Grammophon 426 596-2.
- Jerry Hadley (Faust), Samuel Ramey (Mefisztó), Cecilia Gasdia (Margit), Alexandru Agache (Valentin) stb.; Walesi Nemzeti Opera Ének- és Zenekara, vezényel Carlo Rizzi (1993). Warner–Teldec 2564 67691-5.

## Részletek az operából
Faust: "O merveille! ... A moi les plaisirs"

Probléma esetén lásd:Médiafájlok kezelése.
 Faust II – Le veau d'or, – Aranyborjú – YouTube.com, (magyar felirattal) Közzététel: 2021. febr. 5.
 Faust III – Amour, ferme leur âme aux remords importuns!, – Szerelem: bénítsd meg lelkükben a szemérem kötelmét! – YouTube.com, (magyar felirattal) Közzététel: 2020. nov.9.